# 10247 Amphiaraos
A 10247 Amphiaraos (ideiglenes jelöléssel 6629 P-L) egy kisbolygó a Naprendszerben. Cornelis Johannes van Houten,  Ingrid van Houten-Groeneveld és Tom Gehrels fedezte fel 1960. szeptember 24-én.